# Cueva del Escoural
La Cueva del Escoural (en portugués: Gruta do Escoural) es una cavidad natural conocida por el arte rupestre paleolítico y tumbas, localizada en el municipio alentejano de Montemor-o-Novo, en el país europeo de Portugal.
Geológicamente, el sitio está localizado entre las cuencas hidrográficas del Tejo, el río Sado, y de la región de las planicies alentejanas, en la Sierra de Monfurado desde donde es posible avistar la Sierra de la Arrábida.